# Камени мост на Буровачкој реци
Камени мост на Буровачкој реци, налази се на путу који од села Буровац води према Петровцу на Млави. Подигнут је 1910. године на темељима много старијег моста. Мост представља непокретно културно добро у категорији споменика културе.

## Историја
Пут на којем се налази мост у прошлости је био веома важан пут који је повезивао стари Цариградски друм са Горњачком клисуром и даље са Мајданпеком и Бором, великим рударским центрима. Случајни археолошки налази у непосредној близини моста, као и истраживања архивске грађе, потврдила су да је на овој локацији, много пре подизања овог Каменог моста, постојао неки стари мост. У веродостојност тезе о постојању много старијег моста, који се некада налазио на месту данашњег, и на чијим темељима је по причању мештана 1910. године подигнут данашњи Камени мост, упућује и историјски значај комуникације на којој се мост налази. 

## Изглед моста
Релативно уско, али прилично дубоко корито Буровачке реке, премошћено је масивним каменим мостом дужине 18,50 м и ширине 4,70 м. Мостовску структуру чине два засведена отвора за проток воде и између њих централно постављени носећи стуб. Изнад отвора за проток воде, изведени су полуобличасти сводови, које са обе стране речног корита прихватају обални зидови. На средини моста, сводове прима централни стуб са угаоним ојачањем изведеним у виду кљуна. Ово ојачање служи за разбијање снажног водотока. Мост је изведен од правилних, фино обрађених камених квадера уједначених облика и величина. Све спојнице, како радијалне на челима сводова, тако и додирне на доњој сводној површини-плафону свода, изведене су прецизно и испуњене малтером. Код оба свода, линије интрадоса и екстрадоса су правилне и прецизно изведене, а све спојнице прописно превезане. Опорци сводова су наглашени, у функционалном смислу наменски обрађеним каменим блоковима трапезоидног пресека. Сводови се завршавају хоризонталним подеоним венцем правоугаоног пресека који истовремено одваја ограду моста, која је изведена од танких насатично постављених камених блокова, од завршног слоја шетне стазе од макадама.
Иако припада млађој групи камених мостова овог типа, конструктивно решење моста преко Буровачке реке се истиче посебно изведеном композицијом маса свода које прихвата централни  стуб, специфичном конструкцијом супраструктуре (од темена до темена свода) и  карактеристичном равном нивелетом.
Изузимајући Стари камени мост у Смедеревској Паланци, који је данас потпуно затрпан, мост на Буровачкој реци представља једини сачувани камени мост на територији Браничева и Подунавља.  